# 1968年メキシコシティーオリンピックの中華民国選手団
1968年メキシコシティーオリンピックの中華民国選手団（1968ねんメキシコシティーオリンピックのちゅうかみんこくせんしゅだん）は、1968年10月12日から10月27日にかけてメキシコの首都メキシコシティーで開催された1968年メキシコシティーオリンピックの中華民国選手団、およびその競技結果。

## 概要
今大会は銅メダル1個の合計1個のメダルを獲得した。
中華民国選手団がメダルを獲得したのは、1960年ローマオリンピックの陸上競技男子十種競技で楊伝広が銀メダルを獲得して以来2大会ぶり。

## メダル
| メダル | 選手名 | 競技 | 種目            |
| ------ | ------ | ---- | --------------- |
| 銅     | 紀政   | 陸上 | 女子80mハードル |